# Aeropuerto de Béziers Cap d'Agde
Aeropuerto de Béziers Cap d'Agde (en francés: Aéroport Béziers Cap d'Agde) (IATA: BZR, OACI: LFMU) es un aeropuerto que da servicio a la ciudad de Béziers y a los cercanos centros turísticos costeros del Languedoc, como Cap d'Agde. El aeropuerto está ubicado a 11.5 km al este-sureste de Béziers, cerca de Vias en el departamento de Hérault. Anteriormente se conocía como Aeropuerto de Béziers-Vias. El aeropuerto maneja vuelos internacionales comerciales, así como tráfico aéreo privado no regular.

## Historia
Debido a su pista comparativamente corta que mide 1820 x 30 metros, el aeropuerto no pudo beneficiarse del crecimiento de los vuelos de bajo coste que habían impulsado la expansión en otros aeropuertos de la región (Carcassonne, Perpignan, Montpellier y Nimes). Desde hace algunos años se proyectaba ampliar la pista y esta obra se llevó a cabo finalmente entre noviembre de 2006 y febrero de 2007. La nueva pista ahora puede ser usada por los aviones Boeing 737, preferidos por las aerolíneas de bajo costo. 
Después de una ampliación de la pista completada en 2007, los vuelos directos diarios a París Orly y los servicios estacionales a Bastia se incrementaron con vuelos de Ryanair desde y hacia el Aeropuerto Internacional de Bristol, que comenzaron en marzo de 2008. El 24 de marzo de 2008, se anunció que durante los meses de verano los vuelos de Ryanair también operarían desde y hacia Londres Stansted con la posibilidad de ampliarse en caso de tener éxito. En junio de 2008, se anunciaron más vuelos desde Béziers al aeropuerto de Londres Luton, que comenzaron dos veces por semana a partir de octubre de 2008.
Actualmente la única aerolínea que opera en el aeropuerto es Ryanair.

## Instalaciones
El aeropuerto se encuentra a una altitud de 17 metros sobre el nivel del mar. Tiene una pista pavimentada designada 27/09 con una superficie de asfalto de 2000 x 45 metros. La pista está equipada con ILS. Tanto los trenes locales como el TGV pasan directamente junto a la terminal, pero no se detienen.

## Aerolíneas y destinos

### Destinos nacionales
| Ciudad   | Nombre del aeropuerto  | Aerolíneas | Aeronaves | Frecuencias semanales |
| Francia  | Francia                | Francia    | Francia   | Francia               |
| -------- | ---------------------- | ---------- | --------- | --------------------- |
| Beauvais | Aeropuerto de Beauvais | Ryanair    | B737      |                       |

### Destinos internacionales
| Ciudades por países | Nombre del aeropuerto               | Aerolíneas           | Aeronaves | Frecuencias semanales |
| Europa              | Europa                              | Europa               | Europa    | Europa                |
| ------------------- | ----------------------------------- | -------------------- | --------- | --------------------- |
| Alemania            |                                     |                      |           |                       |
| Weeze               | Aeropuerto de Baja Renania          | Ryanair (Estacional) | B737      |                       |
| Bélgica             |                                     |                      |           |                       |
| Charleroi           | Aeropuerto de Bruselas Sur          | Ryanair              | B737      |                       |
| Irlanda             |                                     |                      |           |                       |
| Shannon             | Aeropuerto Internacional de Shannon | Ryanair (Estacional) | B737      |                       |
| Reino Unido         |                                     |                      |           |                       |
| Bristol             | Aeropuerto de Bristol               | Ryanair (Estacional) | B737      |                       |
| Edimburgo           | Aeropuerto de Edimburgo             | Ryanair (Estacional) | B737      |                       |
| Mánchester          | Aeropuerto de Mánchester            | Ryanair (Estacional) | B737      |                       |
| Londres             | Aeropuerto de Londres-Luton         | Ryanair              | B737      |                       |
| Londres             | Aeropuerto de Londres-Stansted      | Ryanair (Estacional) | B737      |                       |
| Suecia              |                                     |                      |           |                       |
| Estocolmo           | Aeropuerto de Estocolmo-Arlanda     | Ryanair (Estacional) | B737      |                       |